# Leggenda di Natale/Inverno
Leggenda di Natale/Inverno è il 19º singolo discografico del cantante italiano Fabrizio De André, pubblicato nel 1969 dalla Bluebell Records come unico singolo estratto dall'album Tutti morimmo a stento.

## Brani
Leggenda di Natale è ispirata a Le Père Nöel et la petite fille di Georges Brassens ed è indicata in copertina come La leggenda di Natale. De La leggenda di Natale esiste traccia di un tentativo dove De André canta in inglese. Fu l'ultima incisione per la Bluebell. Nel 1970 venne ristampato da Produttori Associati usando copertina e relativa numerazione Bluebell, ma etichetta Produttori Associati con nuova sigla PA 3207.
Una versione del brano è stata incisa dalla cantante Milly.
Il brano Inverno venne eseguito, in playback, da De André nel 1968 in una delle sue prime e rare apparizioni televisive, in cui promosse l'album.

## Tracce
Testi di De André, musiche di Reverberi, De André.
Lato A
1. Leggenda di Natale - 3:14

Lato B
1. Inverno - 4:10